# Fondo de Reserva de la Seguridad Social
El Fondo de Reserva de la Seguridad Social (a veces llamado hucha de las pensiones) es un fondo soberano de inversión ideado en el Pacto de Toledo (2005) e institucionalizado en la Ley 24/1997, de 15 de julio, de Consolidación y Racionalización del Sistema de la Seguridad Social. La primera aportación se realizó en el año 2000 durante el gobierno de José María Aznar. Su objetivo es garantizar el sistema público de Seguridad Social. Partiendo del Pacto de Toledo, y tras diferentes acuerdos en foros y ámbitos de diálogo entre fuerzas políticas y sociales, el Gobierno español estableció un fondo especial de estabilización y reserva destinado a atender las futuras necesidades en materia de prestaciones contributivas originadas por desviaciones entre ingresos y gastos de la Seguridad Social española.

## Estructura
En la Tesorería General de la Seguridad Social se constituyó un Fondo de Reserva de la Seguridad Social con la finalidad de atender a las necesidades futuras del sistema de la Seguridad Social en materia de prestaciones contributivas. Los excedentes de ingresos que financian las prestaciones de carácter contributivo y demás gastos necesarios para su gestión, que, en su caso, resulten de la consignación presupuestaria de cada ejercicio o de la liquidación presupuestaria del mismo, se destinarán prioritaria y mayoritariamente, siempre que las posibilidades económicas y la situación financiera del sistema de Seguridad Social lo permitan, al Fondo de Reserva de la Seguridad Social.
El exceso de excedentes derivado de la gestión por parte de las mutuas de accidentes de trabajo y enfermedades profesionales de la Seguridad Social de la prestación de incapacidad temporal por contingencias comunes, determinado de conformidad con las normas reguladoras del mismo, se destinará a dotar el Fondo de Reserva de la Seguridad Social.
En caso de crisis, la ley determina que el Gobierno podrá retirar parte del fondo. La cantidad límite que se puede extraer cada año no puede ser superior al 3% del gasto hecho en pensiones contributivas. No obstante, ese límite se suspendió en 2012 por el Gobierno de Mariano Rajoy, que dispuso por decreto que el Gobierno podría disponer durante 5 ejercicios del dinero necesario, previa notificación al Congreso de los Diputados.
En efecto, entre 2012 y 2017 el fondo de reserva disminuyó su capital desde 66.815 millones hasta 8.095 millones. El año más sangrante fue 2016, cuando el Gobierno de Mariano Rajoy sacó de la hucha de las pensiones 20.136 millones. En octubre de 2018 trascendió que el fondo de reserva había perdido 24 millones de euros al invertir en letras del Tesoro.
En diciembre de 2018 el Gobierno de Pedro Sánchez retiró del Fondo de Reserva 3.000 millones de euros para atender la paga extra de Navidad, dejando así la hucha en su mínimo histórico. Al año siguiente retiró 2.900 millones, dejándolo en 2.153 millones. En 2019 hubo un beneficio de 10 millones de euros. En 2020 se optó por dejar el fondo en suspenso, sin ingresos ni salidas de capital, pero hubo unas pérdidas de gestión de 15 millones de euros.
Desde 2021, cuando se deja atrás la pandemia, el Fondo ha incrementado su cuantía en 7236 millones de euros, situándose en diciembre de 2024 en 9377 millones de euros. 

## Evolución del fondo
| Año                      | Aportaciones | Ganancias | Capital retirado | Total Fondo |
| ------------------------ | ------------ | --------- | ---------------- | ----------- |
| 2000                     | 601          | 3         | -                | 604         |
| 2001                     | 1.803        | 26        | -                | 2.433       |
| 2002                     | 3.575        | 161       | -                | 6.169       |
| 2003                     | 5.494        | 362       | -                | 12.025      |
| 2004                     | 6.720        | 586       | -                | 19.330      |
| 2005                     | 7.005        | 849       | -                | 27.185      |
| 2006                     | 7.542        | 1.152     | -                | 35.879      |
| 2007                     | 8.410        | 1.427     | -                | 45.716      |
| 2008                     | 9.520        | 1.987     | -                | 57.223      |
| 2009                     | 80           | 2.719     | -                | 60.022      |
| 2010                     | 1.809        | 2.544     | -                | 64.375      |
| 2011                     | 223          | 2.217     | -                | 66.815      |
| 2012                     | 227          | 2.970     | 7.003            | 63.008      |
| 2013                     | 196          | 2.187     | 11.648           | 53.744      |
| 2014                     | 279          | 2.911     | 15.300           | 41.634      |
| 2015                     | 103          | 3.994     | 13.250           | 32.481      |
| 2016                     | 11           | 2.664     | 20.136           | 15.020      |
| 2017                     | 2            | 173       | 7.100            | 8.095       |
| 2018                     | 1            | -53       | 3.000            | 5.043       |
| 2019                     | -            | 10        | 2.900            | 2.153       |
| 2020                     | -            | -15       | -                | 2.138       |
| 2021                     | -            | -         | -                | 2.138       |
| 2022                     | -            | 3         | -                | 2.141       |
| 2023                     | 3.386        | 53        | -                | 5.578       |
| 2024                     | 3.576        | 263       | -                | 9.377       |
| Fuente: Seguridad Social |              |           |                  |             |